# 十里堡镇
十里堡镇是中国北京市密云区下辖的一个镇，位于区境西南，京承铁路和101国道穿镇而过。

## 行政区划
十里堡镇下辖以下居委会及村委会：
燕落寨社区、明珠社区、王各庄社区、博世庄园社区、海怡庄园社区、清水潭村、统军庄村、程家庄村、庄禾屯村、河漕村、十里堡村、靳各寨村、岭东村、双井村、水泉村、杨新庄村和红光村。